# The Looks or the Lifestyle?
The Looks or the Lifestyle? (в пер. с англ. Взгляд или стиль жизни?) — четвёртый студийный альбом британской рок-группы Pop Will Eat Itself, выпущенный лейблом RCA Records 19 сентября 1992 года.

## Об альбоме

Сингл «Get the Girl! Kill the Baddies!» стал одним из значимых релизов группы и позволил музыкантам выступить в Top of the Pops.

Запись The Looks or the Lifestyle? проходила в 1991 году в студии Rockfield. В этот период группа испытывала давление со стороны RCA Records и была вынуждена двигаться в более коммерческом направлении. Однако с музыкальной точки зрения альбом получился «тяжелее» предыдущих работ Pop Will Eat Itself; в это время музыканты находились под влиянием творчества Перри Фаррелла и INXS. Также диск записан уже с «живым» барабанщиком Робертом «Фаззом» Таунсендом, поскольку Dr. Nightmare, игравший на драм-машине, не принимал участие в работе над The Looks or the Lifestyle?.
Альбом был выпущен 19 сентября 1992 года и занял 15 строчку UK Albums Chart.
В январе 1993 года Pop Will Eat Itself разорвали контракт с RCA, но по иронии судьбы группа тут же добилась успеха; незадолго до этого из The Looks or the Lifestyle? был выпущен сингл «Get the Girl! Kill the Baddies!» достигший 9-го места в британском чарте и ставший одним из самых значимых релизов коллектива. Спустя месяц музыканты стали единственной в истории бесконтрактной группой, выступившей в программе Top of the Pops.

## Список композиций
Слова и музыка всех песен — Pop Will Eat Itself.
| №   | Название                                  | Длительность |
| --- | ----------------------------------------- | ------------ |
| 1.  | «England’s Finest»                        | 0:48         |
| 2.  | «Eat Me Drink Me Love Me Kill Me»         | 3:13         |
| 3.  | «Mother»                                  | 4:15         |
| 4.  | «Get the Girl! Kill the Baddies!»         | 5:09         |
| 5.  | «I’ve Always Been a Coward, Baby»         | 3:24         |
| 6.  | «Token Drug Song»                         | 4:01         |
| 7.  | «Karmadrome»                              | 4:21         |
| 8.  | «Urban Futuristic (Son of South Central)» | 4:14         |
| 9.  | «Pretty Pretty»                           | 4:10         |
| 10. | «I Was a Teenage Grandad»                 | 4:00         |
| 11. | «Harry Dean Stanton»                      | 5:14         |
| 12. | «Bulletproof!»                            | 3:14         |

## Участники записи
- Грээм Крээб — вокал
- Клинт Мэнселл — вокал
- Адам Моул — гитара
- Ричард Марч — гитара
- Роберт «Фазз» Таунсенд — барабан
- Гэрри Хьюз — синтезатор
- Кинан Киттинг — сведение
- Адам Уилсон — мастеринг
- Ноэл Рефферти — звукорежиссёр
- The Designers Republic — дизайн

## Позиции в хит-парадах
| Хит-парад (1992) | Высшая позиция |
| ---------------- | -------------- |
| UK Albums Chart  | 15             |